# USS Lexington (CV-16)
USS Lexington (CV-16) a fost o navă portavion a flotei Marinei SUA. Lexington este unul din cele 24 de portavioane din clasa Essex construite în timpul celui de al Doilea Război Mondial. A primit numele în memoria USS Lexington (CV-2) scufundat în Bătălia din Marea Coralilor. 
A fost lansat la apă în septembrie 1943.
Armament:
- 4 tunuri duble de 127mm calibru 38
- 4 tunuri simple de 127mm calibru 38
- 8 tunuri cvadruple de 40mm calibru 56
- 46 tunuri de 20mm calibrul 78

Blindaj:
- centură de oțel cu grosimea de 60-100 mm
- 40 mm pentru hangar

Lexington a participat la mai multe campanii în teatrul de război din Pacific, cele mai notabile fiind 

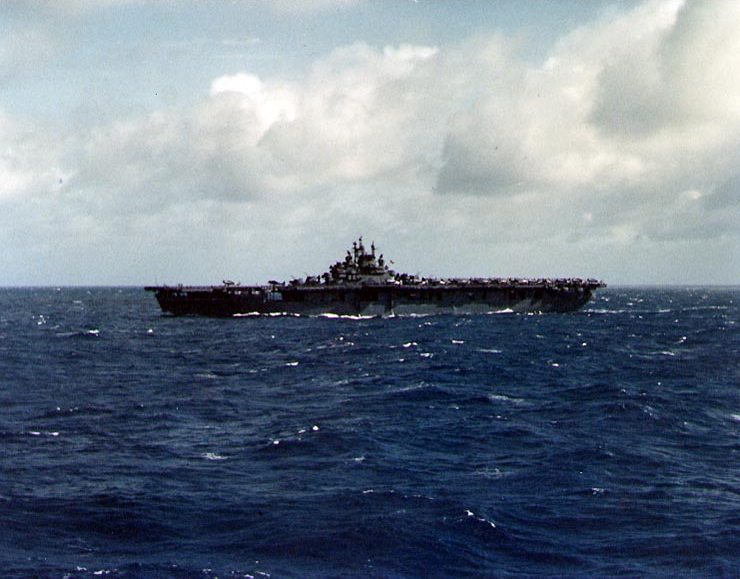
USS Lexington în 1943, cu camuflaj albastru

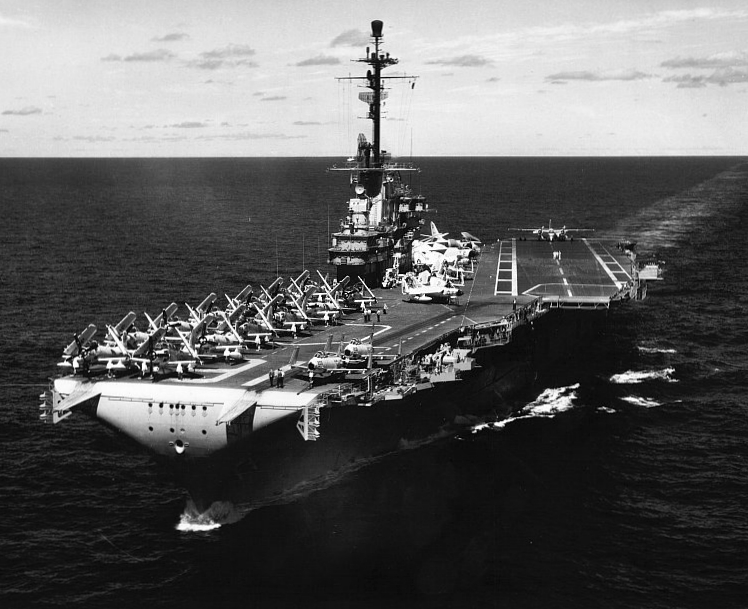
USS Lexington după ce a fost transformat în portavion de atac, 1958.

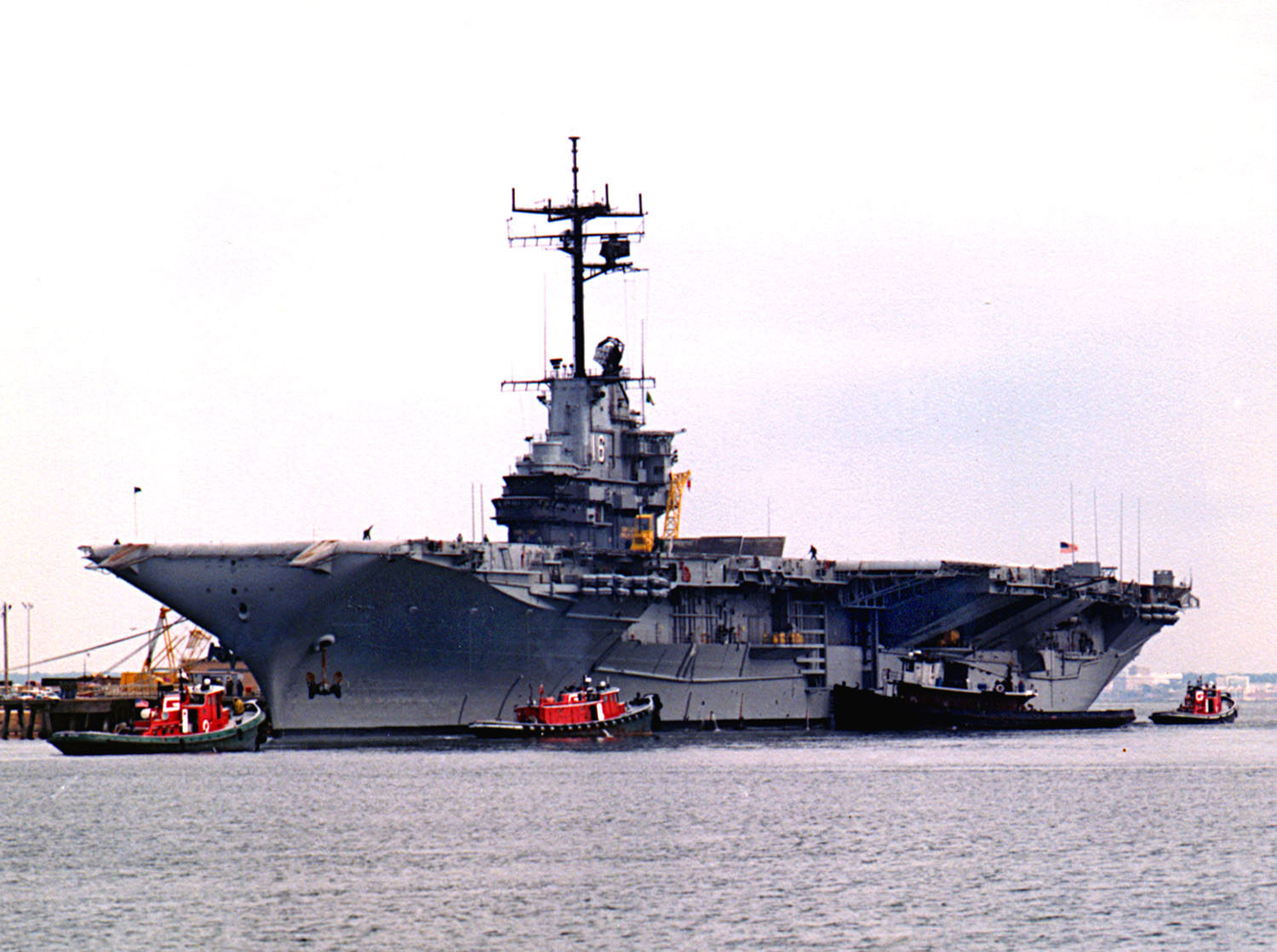
Lexington la Pensacola în 1987.

- Raidul de la Kwajalein
- Bătălia din Marea Filipinelor
- Bătălia din Golful Leyte
- Criza din Liban din 1958
- Orientul îndepărtat